# Józef Fryderyk Wilhelm
Joseph Friedrich Wilhelm (ur. 12 listopada 1717 w Bayreuth, zm. 9 kwietnia 1798 w Hechingen) – książę Hohenzollern-Hechingen. Jego władztwo było częścią Świętego Cesarstwa Rzymskiego Narodu Niemieckiego.
Urodził się jako bratanek księcia Hohenzollern-Hechingen Fryderyka Wilhelma. Jego rodzicami byli młodszy brat władcy hrabia Herman Fryderyk i jego druga żona hrabina Maria Teresa. Na tron wstąpił po bezpotomnej śmierci brata stryjecznego księcia Fryderyka Ludwika 4 czerwca 1750.
Książę Józef Fryderyk Wilhelm był dwukrotnie żonaty. Wszyscy trzej jego synowie oraz dwie z trzech córek zmarli w dzieciństwie. Po śmierci monarchy jego następcą został bratanek Herman.